# Streptostachys ramosa
Streptostachys ramosa là một loài thực vật có hoa trong họ Hòa thảo. Loài này được Zuloaga & Soderstr. miêu tả khoa học đầu tiên năm 1985.